# Ojczyzna dumna 1981–1986
Ojczyzna dumna 1981–1986 – drugi album zespołu Deuter wydany na kasecie magnetofonowej w 1995 przez wytwórnię Intersonus. Płyta zawiera nagrania zespołu z prób i koncertów z lat 1981, 1982, 1984 i 1986. Nagrania odrestaurował Robert Brylewski. 

## Lista utworów
| Strona A | Strona A                     | Strona A |
| Nr       | Tytuł utworu                 | Długość  |
| -------- | ---------------------------- | -------- |
| 1.       | „Jeden świat”                | 2:00     |
| 2.       | „Nigdy i w nic”              | 2:00     |
| 3.       | „Piosenka o mojej generacji” | 3:53     |
| 4.       | „Hitler in the Charts Again” | 1:37     |
| 5.       | „Uśmiechnięte twarze”        | 2:50     |
| 6.       | „Dla mnie tutaj”             | 2:03     |
| 7.       | „Martyr Song”                | 2:20     |
| 8.       | „Instrukcja”                 | 2:43     |
| 9.       | „Czterdzieści lat”           | 2:00     |
| 10.      | „Młodym hipokrytom”          | 2:50     |
|          |                              | 24:16    |

| Nr | Tytuł utworu      | Długość |
| -- | ----------------- | ------- |
| 1. | „Szara masa”      | 2:25    |
| 2. | „Jak długo?”      | 7:30    |
| 3. | „Droga wojownika” | 3:50    |
| 4. | „Średniowiecze”   | 6:10    |
| 5. | „My trwamy”       | 3:25    |
|    |                   | 23:20   |

- Utwory 1–4 zostały nagrane w 1981 roku w amatorskim studio w klubie Riviera-Remont
- Utwory 5–6 pochodzą z koncertu w Rzeszowie w 1982 w ramach trasy „Rock Galicja”
- Utwory 7–10 pochodzą z koncertu w warszawskim klubie Hybrydy w 1984
- Utwory 11–16 pochodzą z koncertu w Łodzi w 1986

## Skład
- Paweł „Kelner” Rozwadowski – śpiew (1–16), gitara (11–16)
- Piotr „Czombe” Dubiel – gitara (1–10)
- Dariusz „Magik” Katuszewski – gitara basowa (1–4)
- Kamil „Blitz” Stoor – perkusja (1–4)
- Tomasz „Żwirek” Żmijewski – gitara basowa (5–6)
- Marek Bedzior – perkusja (5–6)
- Magdalena Kalenik – śpiew (5–6)
- Katarzyna Grzechnik – śpiew (5–6)
- Jarosław „Gruszka” Ptasiński – conga (5–6)
- Michał Podoski – gitara basowa (7–10)
- Andrzej „Gutek” Zagalski – perkusja (7–10)
- Henryk Wasążnik – saksofon (7–10)
- Tadeusz Kaczorowski – gitara basowa (11–16)
- Piotr „Fala” Falkowski – perkusja (11–16)
- Piotr „Samohut” Subotkiewicz – instr. klawiszowe (11–16)